# Aechmea pimenti-velosoi
Aechmea pimenti-velosoi là một loài thực vật có hoa trong họ Bromeliaceae. Loài này được Reitz mô tả khoa học đầu tiên năm 1952.

## Hình ảnh

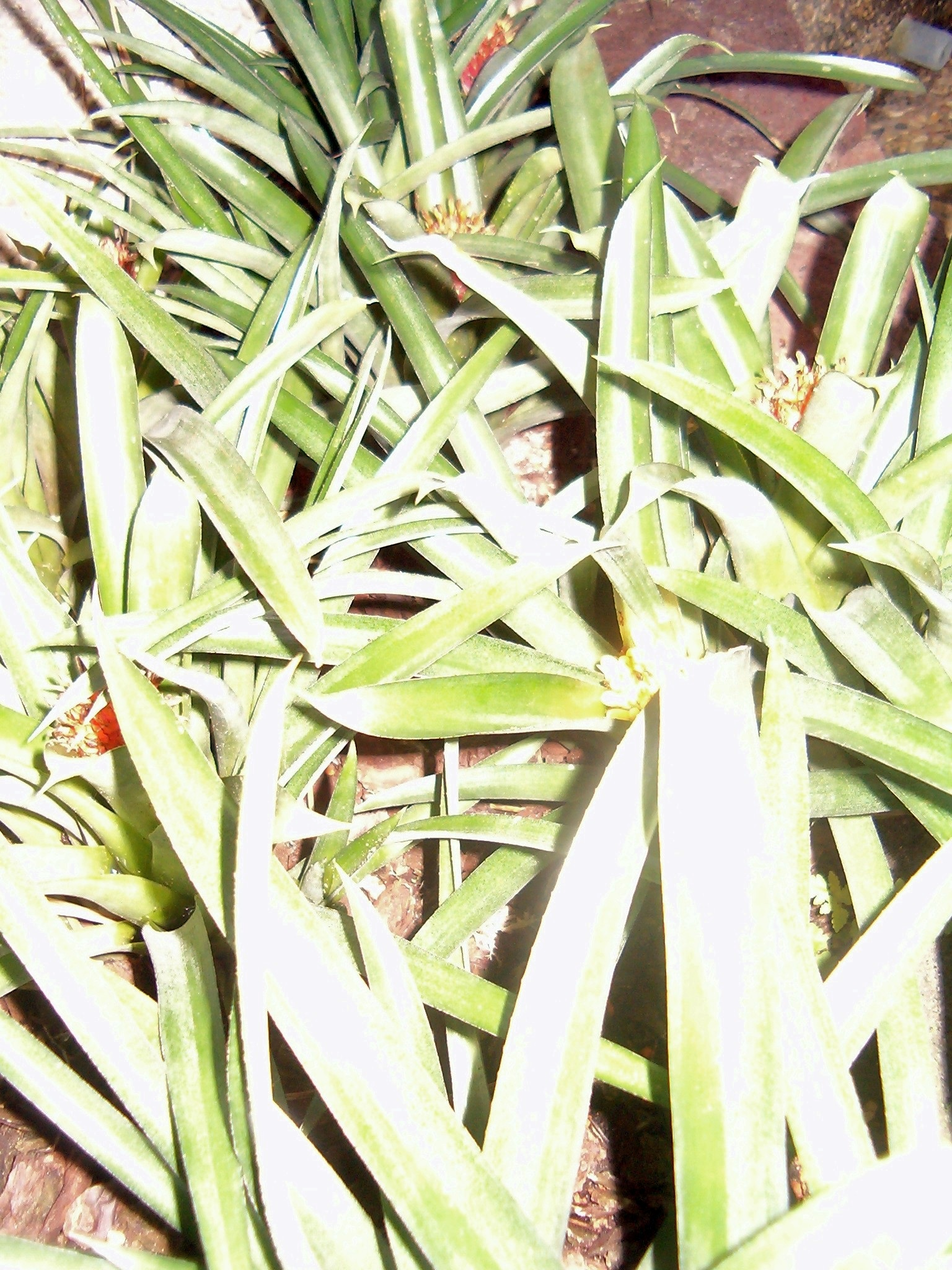
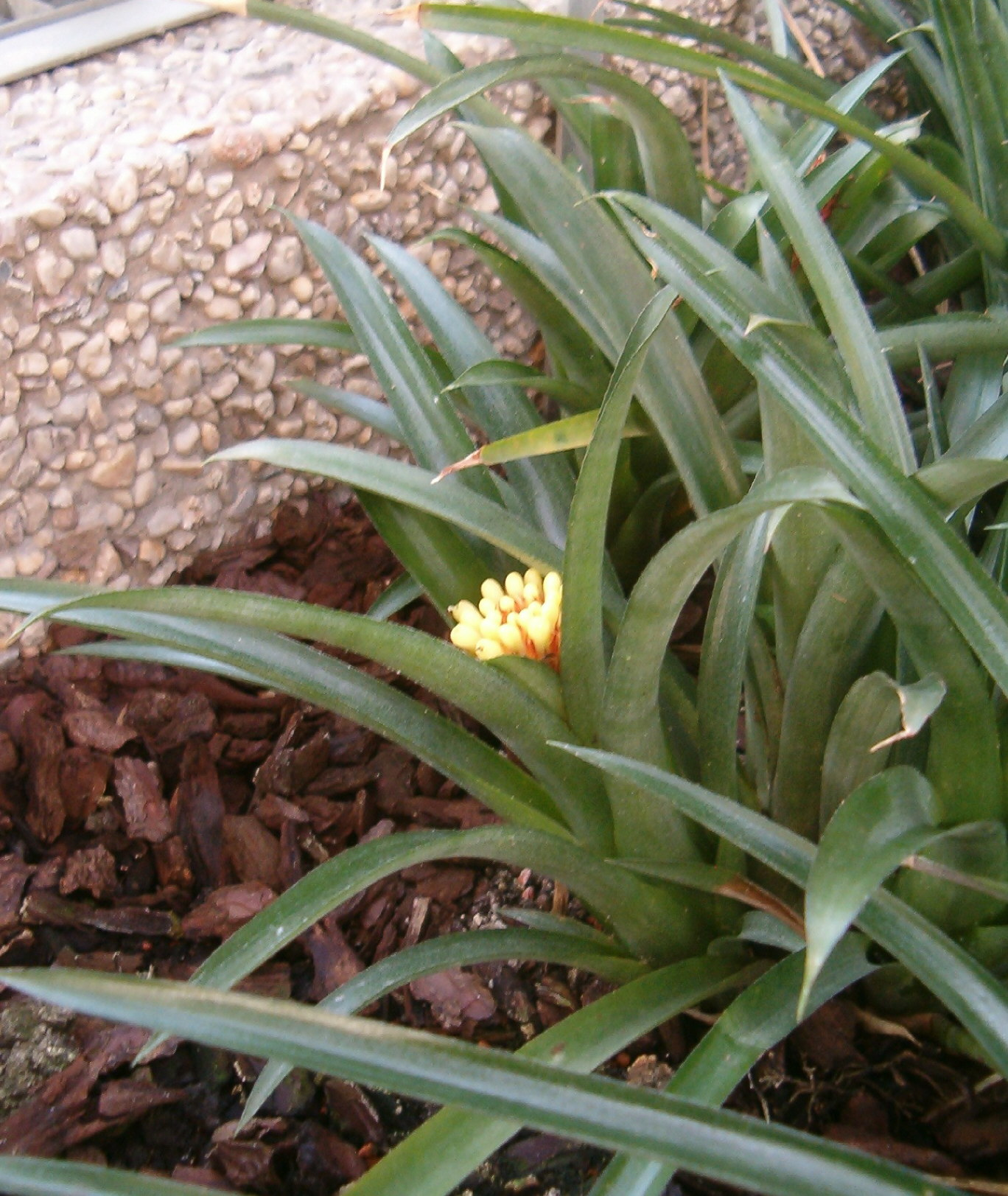
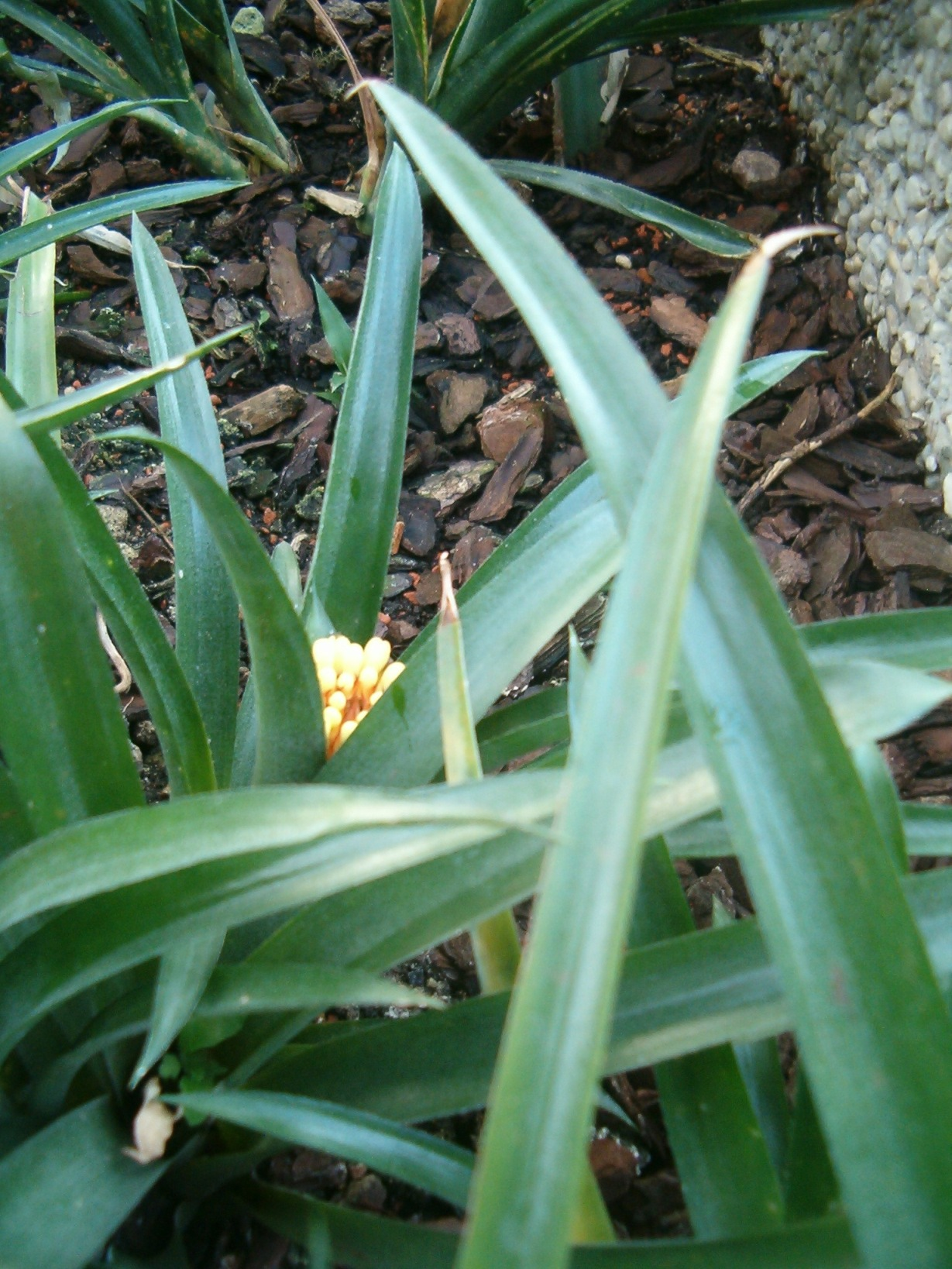
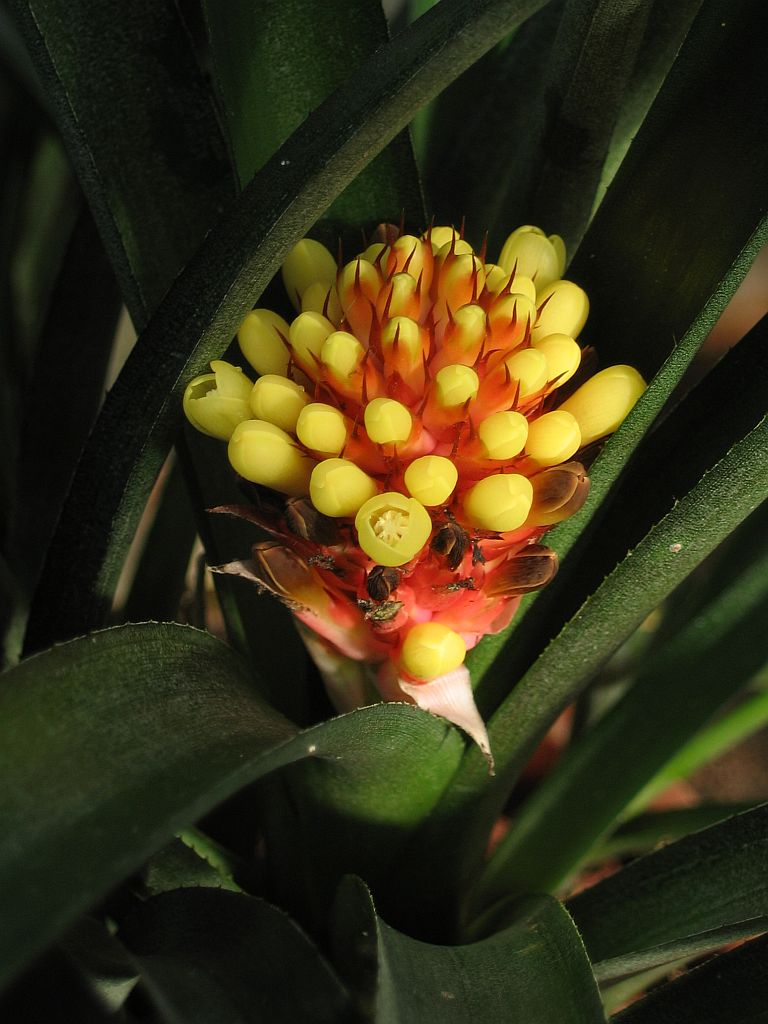